# U-Bahn-Station Kagran
Die Station Kagran (vormals: Zentrum Kagran) der Wiener U-Bahn-Linie U1 befindet sich im 22. Wiener Gemeindebezirk,  Donaustadt. Der Name entspricht dem Bezirksteil Kagran, dessen Name sich von einem Grafen Chagre ableitet, der im 12. Jahrhundert in der Gegend Land besaß. Die oberirdische Station wurde am 3. September 1982 unter dem Namen Zentrum Kagran eröffnet und bildete bis 2006 den nördlichen Endpunkt der Linie U1. Im Jahr 1989 erfolgte die Verkürzung auf den heutigen Stationsnamen.

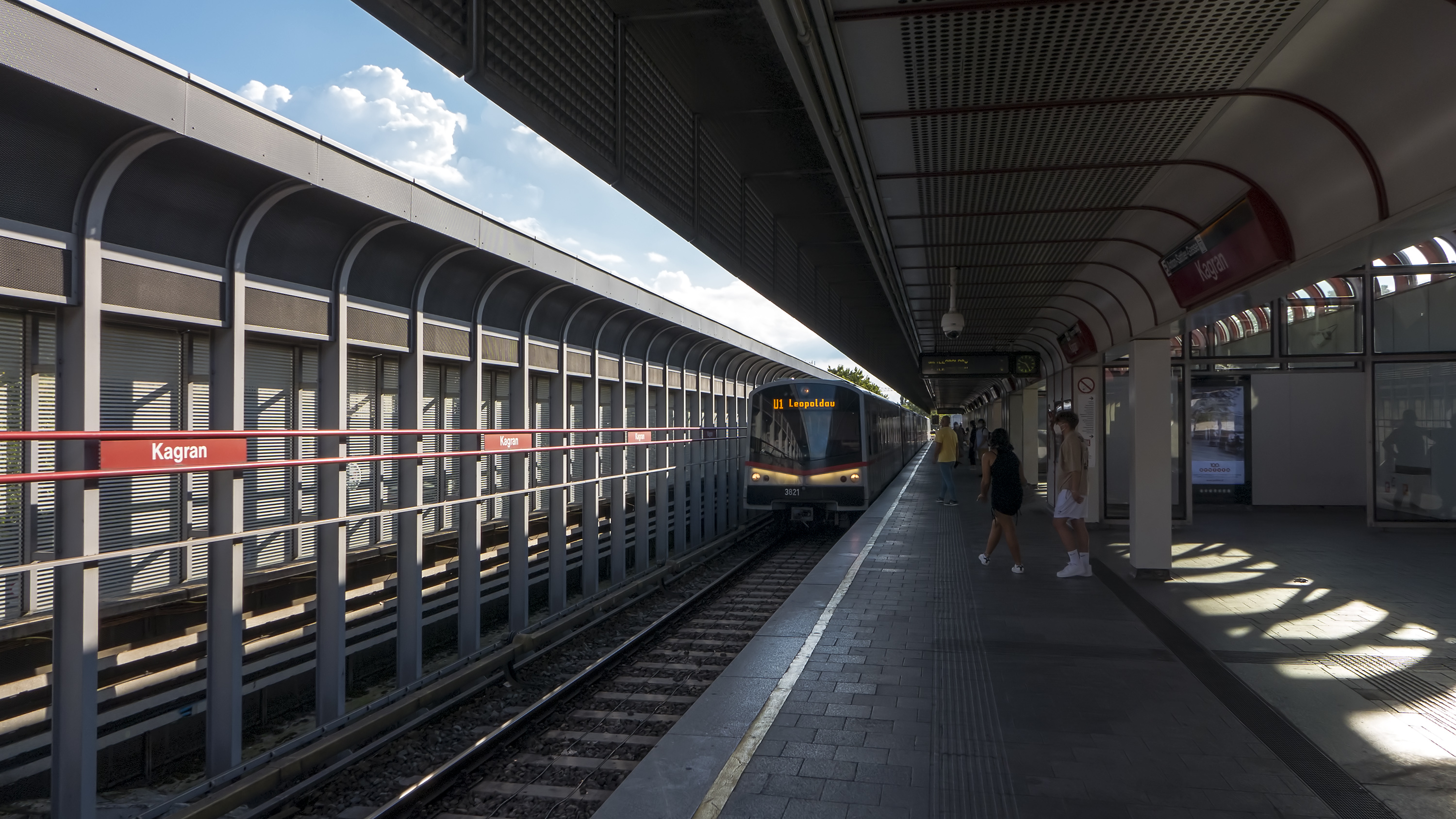
Einfahrender Zug der Linie U1

Die Station erstreckt sich etwa zwischen Donizettiweg und Prandaugasse und verfügt über einen Mittelbahnsteig. Vom überdachten und eingehausten Bahnsteigbereich führen Rolltreppen, feste Stiegen und Aufzüge einerseits in das östliche Aufnahmsgebäude unter dem U-Bahn-Tragwerk, wo sich auch eine Vorverkaufsstelle der Wiener Linien befindet. Die Ausgänge führen per Pendeltüren ost- wie westseitig auf den Dr.-Adolf-Schärf-Platz und zum Donauzentrum. Der mittig gelegene Aufzug und der westliche Ausgang führen zum Entertainment-Center Donauplex.
Bis 2006 befand sich nördlich der Station eine Abstellhalle für Züge der U1. Mit der Eröffnung des sechsten Teilstücks der U1 wurde diese aufgelassen und zur Station Leopoldau verlegt. Die vor der Station haltenden Autobuslinien führen vor allem in die östlichen Teile der Donaustadt: So fährt der 26A nach Essling und weiter nach Groß-Enzersdorf, die Linie 27A in Richtung Hermann-Gebauer-Straße, die Linie 27B in die Schichtgründe, die Linie 93A zur U2-Station Aspernstraße und die Linie 94A nach Stadlau. Ebenfalls hält hier die Straßenbahnlinie 25, die vom Bahnhof Wien Floridsdorf zur Oberdorfstraße in Aspern fährt.
Aufgrund der zahlreichen Umsteigemöglichkeiten zu Autobus- und Straßenbahnlinien, der angesiedelten Behörden und Bildungseinrichtungen (Vienna International School) rund um die Station, aber auch wegen des benachbarten Donauzentrums, das mit einer Gesamtfläche von 225 000 m² das größte Einkaufszentrum in Wien ist, zählt die Station Kagran zu jenen mit dem lebhaftesten Publikumsbetrieb entlang der U1.
In der Nähe befindet sich auch die 1995 eröffnete Albert-Schultz-Eishalle.

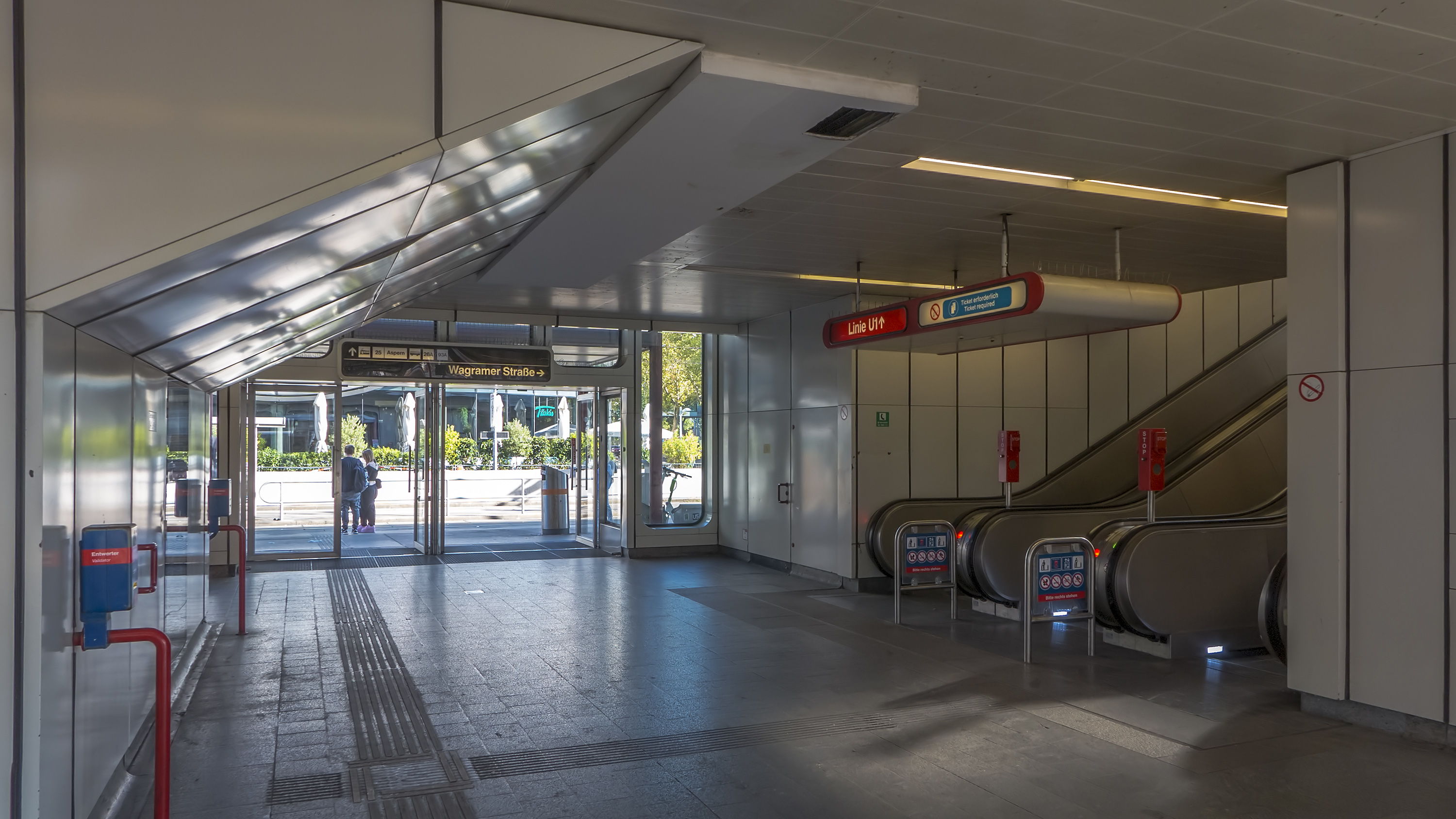
Im Aufnahmsgebäude
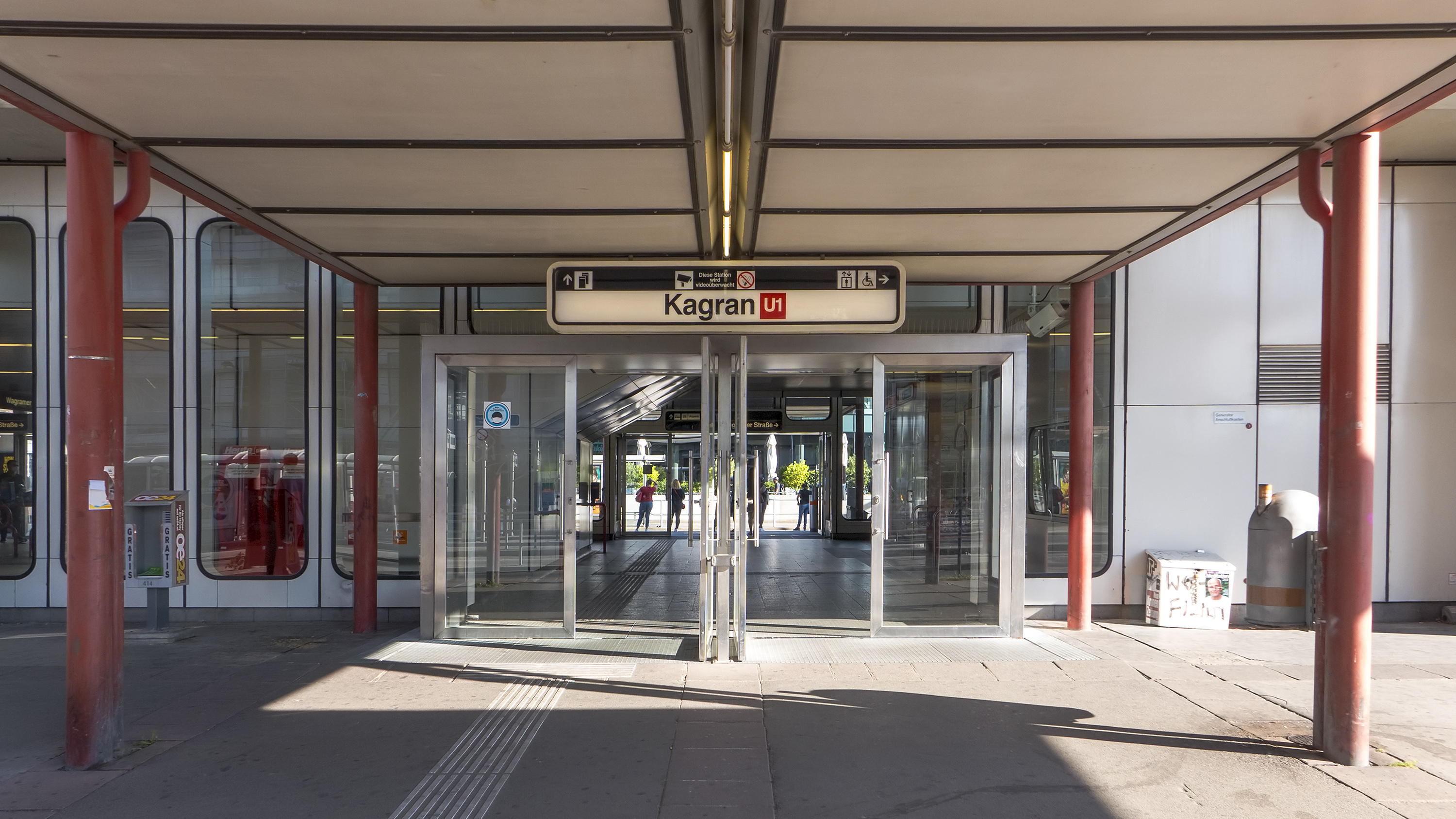
Ausgang Siebeckstraße
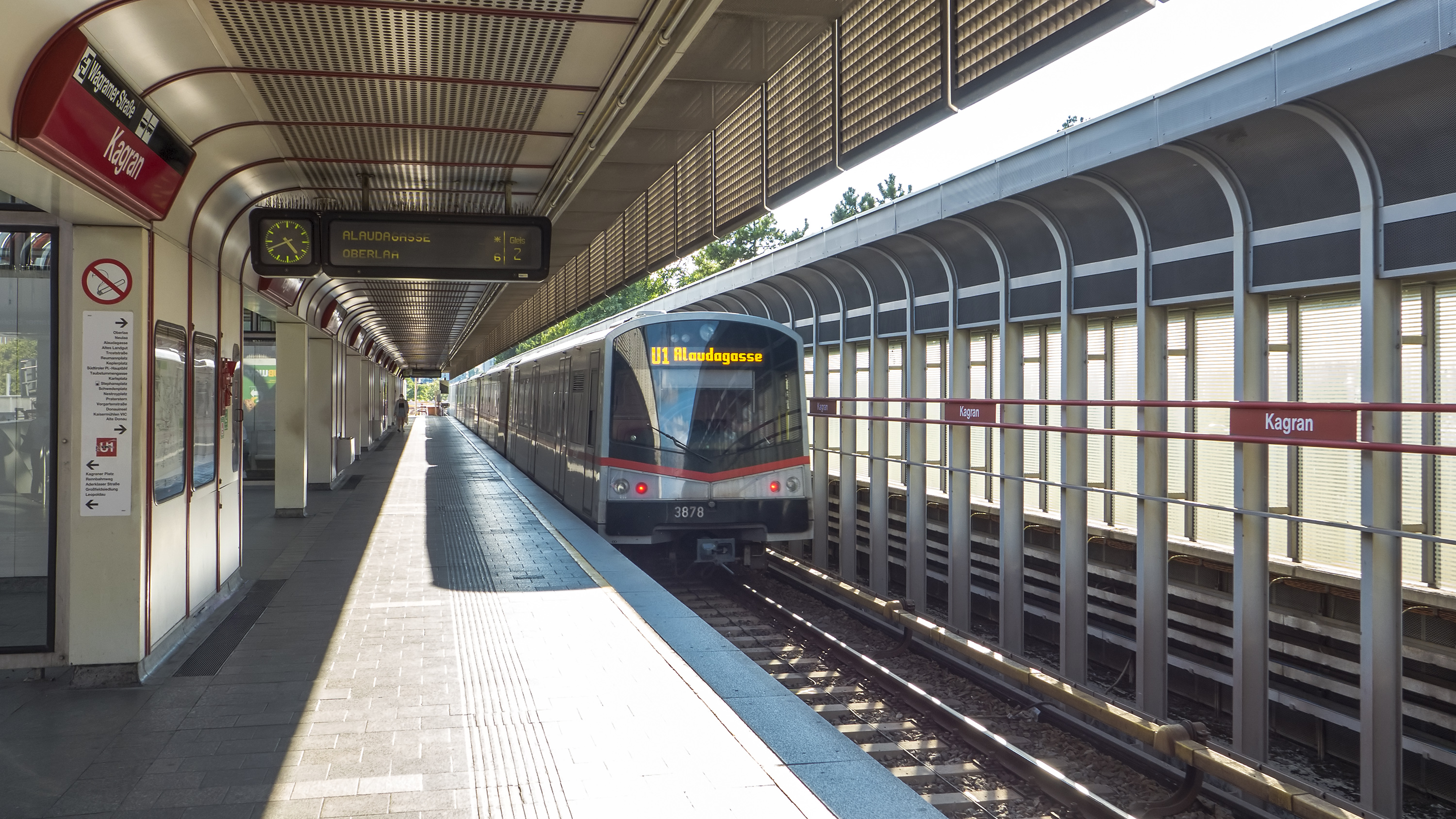
Bahnsteig Richtung Oberlaa
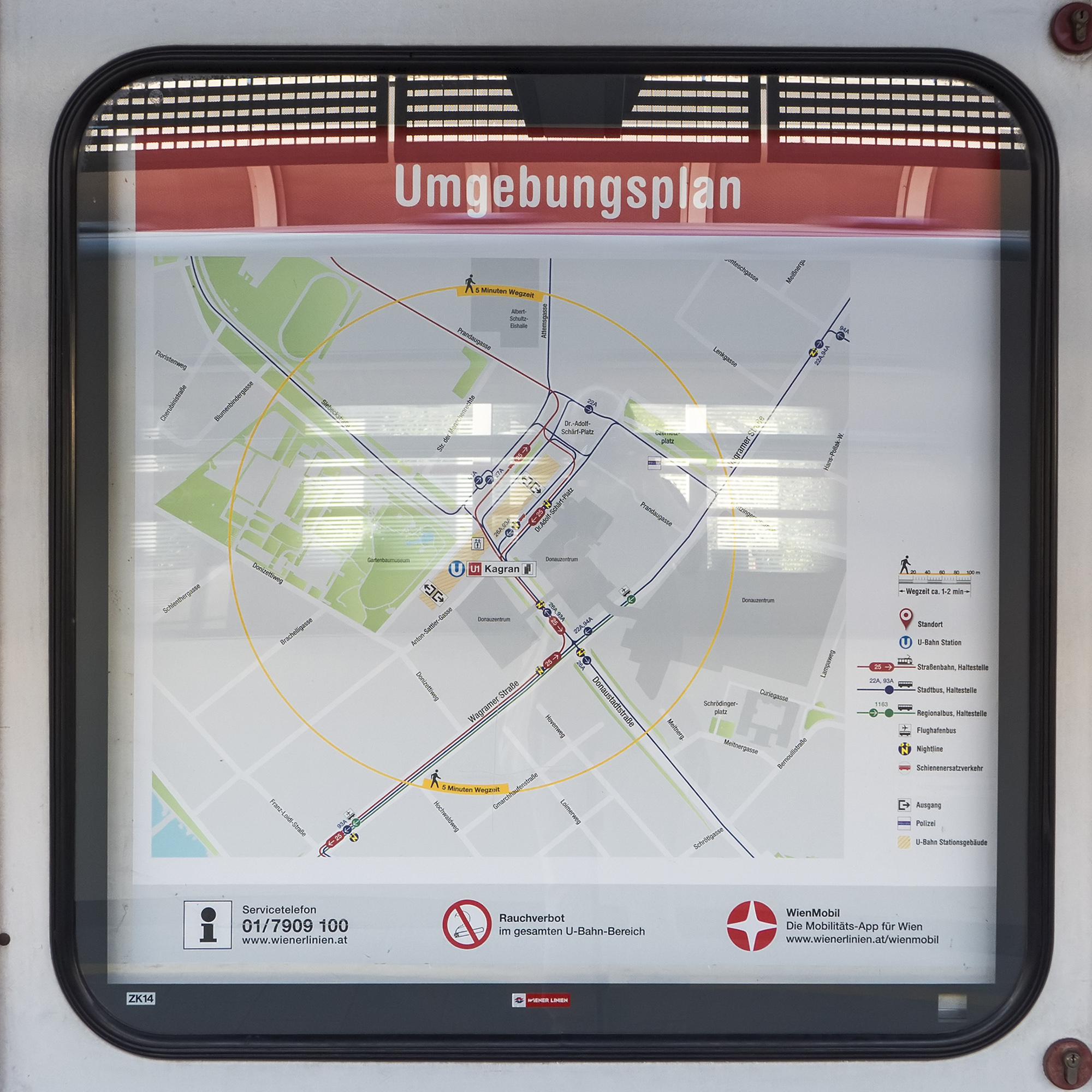
Umgebungsplan